# Кластер 5
Кластер 5, также называемый ΔFVI-spike Датским государственным институтом сывороток (SSI) — штамм вируса SARS-CoV-2 был обнаружен в Северной Ютландии, Дания.

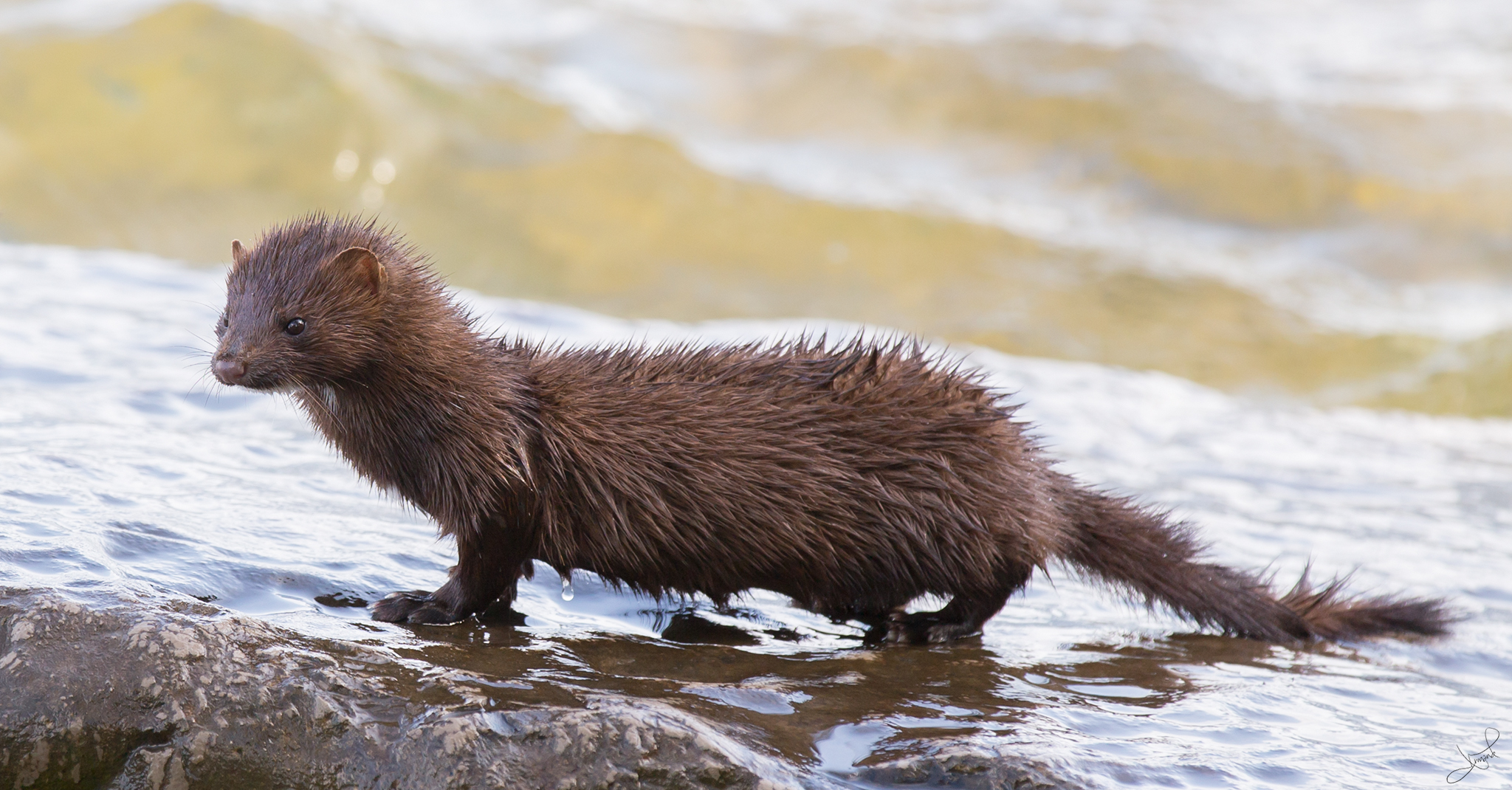
Американская норка

Считается, что он был передан от норок людям на норковых фермах. 4 ноября 2020 года было объявлено, что популяция норок в Дании будет уничтожена, чтобы предотвратить возможное распространение этой мутации и снизить риск возникновения новых мутаций. Блокировка и ограничения на поездки были введены в семи муниципалитетах Северной Ютландии, чтобы предотвратить распространение мутации, которая может поставить под угрозу эффективность национальных или международных мер реагирования на пандемию COVID-19.
Всемирная организация здравоохранения (ВОЗ) заявила, что кластер 5 имеет «умеренно пониженную чувствительность к нейтрализующим антителам». SSI предупредил, что мутация может снизить эффект разрабатываемых вакцин против COVID-19, хотя вряд ли сделает их бесполезными.
После локдауна и массовых тестов, SSI объявил 19 ноября 2020 года, что кластер 5, по всей вероятности, вымер.